# フランク・ピラー
フランク・ピラーはユーザーイノベーションの研究家。

## 経歴
マサチューセッツ工科大学でEric Von Hippel 教授の基で学ぶ。
アディダスのマスカスタマイゼーションの研究などで有名。
神戸大学の小川進との共著で日本の事例も海外で紹介。日本のユーザーイノベーションの事例を海外に紹介する橋渡し役を果たしている。
この中で空想生活やたのみこむについて言及しており、日米欧の比較を行っている。
| スタブアイコン | サブスタブ | この項目は、まだ閲覧者の調べものの参照としては役立たない、人物に関連した書きかけの項目です。この項目を加筆・訂正などしてくださる協力者を求めています（P:人物伝/PJ:人物伝）。 |